# ان‌جی‌سی ۵۸۵
ان‌جی‌سی ۵۸۵ (انگلیسی: NGC 585) یک کهکشان مارپیچی در صورت فلکی نهنگ است که حدود ۲۴۵ میلیون سال نوری از مرکز کهکشان راه شیری فاصله دارد. این کهکشان در ۲۰ دسامبر ۱۸۲۷ میلادی توسط اخترشناس بریتانیایی ویلیام هرشل کشف شد.